# Campionato italiano a squadre di calcio da tavolo 2012
Il Campionato italiano a squadre di calcio da tavolo del 2012 si è svolto a Chianciano Terme, sia il girone d'andata che di ritorno.

## Classifica Finale 2012
|  | Classifica Finale 2012   | P  |
|  | ------------------------ | -- |
|  | F.lli Bari Sporting Club | 51 |
|  | ACS Perugia              | 38 |
|  | Black & Blue Pisa        | 37 |
|  | Eagles Napoli            | 30 |
|  | Fiamme Azzurre Roma      | 21 |
|  | Stella Artois Milano     | 19 |
|  | Bologna Tigers           | 18 |
|  | CCT Roma                 | 17 |
|  | Warriors Torino          | 15 |
|  | Virtus 4 Strade Rieti    | 3  |

## Formazione della Squadra Campione D'Italia
| Lamberti Marco       |
| Cremona Massimo      |
| Bari Saverio         |
| Capellacci Luca      |
| Giulianini Giancarlo |
| Flores Carlos        |
| -------------------- |